# Мегарида
Мегарида или Мегарис (на гръцки: Μέγαρίς, Μεγαρίδα; на латински: Megaris; Megarid) е малка държава в Древна Гърция, западно от Атика и северно от Коринтия в днешна Централна Гърция.
Столица на Мегарида е Мегара, където е роден Евклид. В нейния център се намира планината Герания. Мегара контролира остров Саламина, докато премине към Атина през 7 век пр.н.е.